# 波美拉尼亞的索菲亞
波美拉尼亞的索菲亞（波蘭語：Zofia pomorska，約1498年—1568年5月13日）是一名丹麥王后，出身自波蘭格里芬家族，1523年至1533年在位。

## 家庭
1518年，索菲亞和丹麥國王克里斯蒂安二世的叔叔、日後的弗雷德里克一世結婚，兩人共有3子2女：
1. 漢斯（英语：John II, Duke of Schleswig-Holstein-Haderslev）（1521年—1580年），什勒斯維希-霍爾斯坦-哈澤斯萊烏公爵
2. 伊莉莎白（1524年—1586年），梅克倫堡公爵夫人
3. 阿道夫（1526年—1586年），霍爾斯坦-戈托普公爵
4. 多蘿西亞（英语：Dorothea of Denmark, Duchess of Mecklenburg）（1528年—1575年），梅克倫堡公爵夫人
5. 弗雷德里克（英语：Frederick of Denmark (bishop)）（1532年—1556年），希爾德斯海姆主教